# Alkeni
 Ovo je glavno značenje pojma Alken. Za istoimene geografske odrednice pogledajte Alken.
Alkeni su aciklički nezasićeni ugljikovodici koji u molekuli pored jednostrukih imaju i dvostruke kovalentne veze.

## Homologni niz
Opća formula homolognog niza alkena je CnH2n, a članovi (izuzevši eten) se razlikuju po skupini CH2. Imena im se izvode iz imena alkana s jednakim brojem atoma C, osim što umjesto nastavka -an imaju nastavak -en.
| Redni broj | Ime    | Molekulska formula | Sažeta strukturna formula |
| ---------- | ------ | ------------------ | ------------------------- |
| 1.         | eten   | C2H4               | H2C = CH2                 |
| 2.         | propen | C3H6               | CH3 - CH = CH2            |
| 3.         | buten  | C4H8               | CH3 - CH2 - CH = CH2      |
| 4.         | penten | C5H10              | CH3 - (CH2)2 - CH = CH2   |
| 5.         | heksen | C6H12              | CH3 - (CH2)3 - CH = CH2   |
| 6.         | hepten | C7H14              | CH3 - (CH2)4 - CH = CH2   |
| 7.         | okten  | C8H16              | CH3 - (CH2)5 - CH = CH2   |
| 8.         | nonen  | C9H18              | CH3 - (CH2)6 - CH = CH2   |
| 9.         | deken  | C10H20             | CH3 - (CH2)7 - CH = CH2   |

## Svojstva

### Fizikalna
Fizička svojstva alkena općenito su jednaka fizičkim svojstvima alkana. Ona također ovise o broju i rasporedu atoma ugljika u molekuli.
Agregatno stanje:
- 2-4 atoma C: plinovi
- 5-17 atoma C: tekućine
- više od 17 atoma C: krutine

Vrelište im raste s porastom relativne molekularne mase, a pada s većim stupnjem razgranatosti lanca.
Slabo se otapaju u vodi (ali bolje od alkana), a dobro se otapaju u organskim otapalima.

### Kemijska
Alkeni su kemijski aktivni spojevi zbog specifične strukture dvostruke kovalentne veze. Ona se sastoji od slabe π-veze (pi-veza) i čvrste σ-veze (sigma-veza). Pri reakciji, π-veza se kida te se na nju vežu atomi (ili skupine atoma) drugog reaktanta, a σ-veza ostaje u vidu jednostruke kovalentne veze.
Reakcije alkena:
1. s halogenim elementima
2. s hidridima halogenih elemenata
3. s vodikom, uz katalizator (platinu)
4. lako se oksidiraju
5. lako se polimeriziraju
6. zapaljeni na zraku gore tvoreći ugljikov(IV) oksid i vodu.

Prvih pet reakcija odvijaju se elektrofilnom adicijom na dvostruku kovalentnu vezu.

1. primjer: reakcija propena s klorom
```
 CH
3
 - CH = CH
2
   +   Cl
2
   
→
   CH
3
 - CH - CH
2

                                      |    |
                                      Cl   Cl
```

2. primjer: reakcija butena s bromovodikom
```
 CH
3
 - CH
2
 - CH = CH
2
   +   HBr   
→
   CH
3
 - CH
2
 - CH - CH
2

                                                  |    |
                                                  Br   H
```

Naravno, zadnja skupina produkta mogla se pisati i samo "CH3", ali je zbog preglednosti jedan atom vodika ostavljen "sa strane".
Adicija hidrida halogenih elemenata (npr. ova iz 2. primjera) vrši se prema Markovnikovljevom pravilu: vodik iz hidrida uvijek se veže na onaj atom ugljika koji je bogatiji vodikom.

## Nazivlje
Nazivlje (po IUPAC-u) je jednako kao i nazivlje alkana, samo što treba voditi računa o položaju dvostruke kovalentne veze - atomi spojeni dvostrukom vezom trebaju dobiti što manji broj.
1. Određuje se najduži lanac atoma C u spoju - ovisno o broju atoma C u lancu, određuje se "glavni" naziv (npr. buten), koji se piše na kraju.
2. Numeriraju se atomi C, vodeći računa o smjeru brojanja: atomi C spojeni dvostrukom vezom trebaju dobiti što manji broj. Osim toga, atomi C koji na sebe imaju vezan neki drugi atom ili skupinu atoma trebaju dobiti što manji mogući broj. Pri tome se atomi vodika ne računaju. Broj prvog atoma C na kojem je dvostruka kovalentna veza piše se prije  "glavnog" naziva spoja.
3. Izvodi se naziv spoja: prvo se napiše broj atoma C na koji je vezan atom ili skupina atoma, a zatim naziv tog atoma ili skupine. Nazivi atoma ili skupina navode se abecednim redom, a između elemenata (brojevi te nazivi atoma ili skupina) pišu se povlake. Ako su na jedan atom C vezana dva ili više atoma (ili skupina), broj tog atoma se piše dva (ili više) puta, brojevi se odvajaju zarezom, a nazivu atoma ili skupine dodaje se prefiks - grčki broj atoma ili skupine.

Primjer:
```
        CH
3
           CH
3

        |             |
  CH
3
 - CH - C = CH - CH - CH
3

             |
             Br
```

1. Postoji samo jedan mogući lanac atoma C, pa to nije problem. U lancu postoji šest atoma C, pa znamo da se radi o heksenu.
2. Smjer brojenja određen je položajem dvostruke kovalentne veze. No, pošto je u ovom spoju ta veza u sredini, gledamo drugi dio pravila. Drugi atomi slijeva i zdesna imaju na sebe vezanu skupinu, pa je opet svejedno. Ali zato treći atom slijeva ima na sebe vezan brom, a treći zdesna nema ništa vezano. Zato brojimo atome C slijeva.
3. Na drugi i peti atom C vezan je po jedan metil, a na treći atom C vezan je atom broma. Brom je po abecedi prije metila, pa njega pišemo prvog. Dvostruka kovalentna veza je na trećem atomu C, pa prije "glavnog" naziva (heksen) pišemo broj 3. Dakle, naziv ovog alkena prema IUPAC-u je 3-brom-2,5-dimetil-3-heksen.

### Strukturna
Strukturna izomerija je pojava dva ili više spoja imaju jednaku molekulsku formulu i molekulsku masu, ali se razlikuju po rasporedu atoma (a time i svojstvima). Strukturna izomerija alkena principu je jednaka strukturnoj izomeriji alkana.

### Konfiguracijska
Konfiguracijski izomeri su stereoizomeri kod kojih se promatra položaj istovrsnih (skupina) atoma u odnosu na ravninu u kojoj se nalazi dvostruka kovalentna veza. Istovrsni atomi (ili skupine) mogu biti na istoj strani u odnosu na tu ravninu ili na suprotnim stranama. 2-buten ima dva strukturna izomera:
- cis-2-buten (Z-2-buten) - istovrsni atomi i skupine atoma su na istoj strani:

```
 CH
3
     CH
3

  \     /
   C = C
  /     \
 H       H
```

- trans-2-buten (E-2-buten) - istovrsni atomi i skupine atoma su na suprotnim stranama:

```
 CH
3
     H
  \     /
   C = C
  /     \
 H       CH
3
```